# 顆粒查氏蟹
顆粒查氏蟹（學名：[Chaceon granulatus] 错误：{{Langx}}：無法辨識代碼 xm（帮助）），又名顆粒怪蟹，是怪蟹科怪蟹亞科查氏蟹屬的一個物種，體型大，棲息於水深1100公尺海底。